# Charles Guillaume Sepher
Charles Guillaume Sepher, né en 1753 à Paris et mort le 23 janvier 1836 à Paris, est un général de division de la Révolution française.

## États de service
Il entre en service le 6 décembre 1773, comme soldat dans le régiment Royal dragons, et il est licencié le 30 mars 1777.
Le 13 juillet 1789, il devient lieutenant dans la garde nationale parisienne, puis chef de bataillon, et il est promu général de brigade le 5 juillet 1793. Il est élevé au grade de général de division le 22 juillet suivant, et le 26 juillet, il prend le commandement en chef de l’armée des côtes de Cherbourg.
Il est suspendu de ses fonctions le 1er décembre 1793, à la suite d'une dénonciation du général Hanriot, et il est relevé de sa suspension le 2 juillet 1795, mais il n'est pas remis en activité.
Il meurt le 23 janvier 1836 à Paris.

## Sources
1. ↑  Marcelle et Georges HUISMAN, récits et épisodes de la révolution française, Paris, Fernand Nathan, 1962, 256 p. (ISBN 9782092811245), p. 161 à 174

- (en) « Generals Who Served in the French Army during the Period 1789 - 1814: Eberle to Exelmans »
- Étienne Charavay, Correspondance générale de Carnot, tome 4, imprimerie Nationale, 1907, p. 85.
- (pl) « Napoléon.org.pl »
- Charles Théodore Beauvais et Vincent Parisot, Victoires, conquêtes, revers et guerres civiles des Français, depuis les Gaulois jusqu’en 1792, tome 26, C.L.F Panckoucke, janvier 1822, 414 p. (lire en ligne), p. 192.
- Georges Six, Dictionnaire biographique des généraux & amiraux français de la Révolution et de l'Empire (1792-1814), Paris : Librairie G. Saffroy, 1934, 2 vol., p. 447